# 杜香國

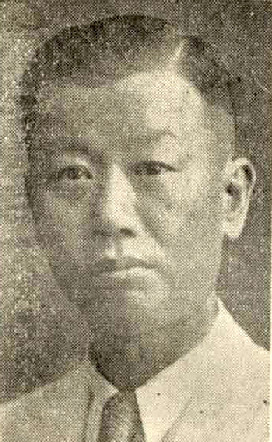
杜香國

杜香國（1894年3月8日—1946年），大甲街人，杜清長子。
幼習漢學。大甲公學校及國語學校國語部畢業後，回鄉任教。1913年，轉任台灣證券株式會社專務。1928年任大甲工商會會長，1931年赴爪哇考察，翌年回臺，擔任蓬萊紙業株式會社社長，大甲信用購買販賣組合理事。1930年與宜蘭盧纘祥共創詩報，任副會長。1946年卒，享年五十三歲。

## 資料來源
- 《台中縣志卷七人物志》

1. ↑  . culture.teldap.tw.   [2017-07-14] （英国英语）.

## 連結
- 杜香國文書| 中央研究院臺灣史研究所檔案館- 臺灣歷史檔案資源網 （页面存档备份，存于）
- 杜香國文書 - 臺灣史檔案資源系統 （页面存档备份，存于）
- 檔案:杜香國文書-數位典藏與學習聯合目錄 （页面存档备份，存于）